# Montfalcó d'Ossó
Montfalcó d'Ossó, o Montfalcó d'Agramunt, és una entitat de població del municipi d'Ossó de Sió a la comarca de l'Urgell. El gener del 2022 tenia 26 habitants.
Situat a l'oest del terme, configurat al voltant de les ruïnes de l'antic castell de Montfalcó. A l'interior de l'església parroquial de Sant Miquel hi ha una imatge antiga de la Mare de Déu de Montmagastrell.
Aquí va néixer el bisbe de Solsona Xavier Novell i Gomà.